# Tour de Catalogne 2013
La 93e édition du Tour de Catalogne a eu lieu du 18 au 24 mars 2013. Il s'agit de la 5e épreuve de l'UCI World Tour 2013.

## Présentation

### Parcours
Ce Tour de Catalogne débute par une étape pour puncheurs autour de Calella. Après une étape de plaine, les coureurs affronteront 2 étapes de montagne, arrivant aux sommets de cols de catégorie especial, respectivement le Vallter 2000 et le Port Ainé. S'ensuivra une étape de plaine et une étape de moyenne montagne, avant l'arrivée de la dernière étape à Barcelone, après 8 ascensions de l'Alto de Montjuic,.

### Équipes
L'organisateur a communiqué une liste de trois équipes invitées le 12 mars 2013. 22 équipes participent à ce Tour de Catalogne - 19 ProTeams et 3 équipes continentales professionnelles :
| Nom de l'équipe         | Pays        | Code |
| ----------------------- | ----------- | ---- |
| AG2R La Mondiale        | France      | ALM  |
| Argos-Shimano           | Pays-Bas    | ARG  |
| Astana                  | Kazakhstan  | AST  |
| Blanco                  | Pays-Bas    | BLA  |
| BMC Racing              | États-Unis  | BMC  |
| Cannondale              | Italie      | CAN  |
| Euskaltel Euskadi       | Espagne     | EUS  |
| FDJ                     | France      | FDJ  |
| Garmin-Sharp            | États-Unis  | GRS  |
| Katusha                 | Russie      | KAT  |
| Lampre-Merida           | Italie      | LAM  |
| Lotto-Belisol           | Belgique    | LTB  |
| Movistar                | Espagne     | MOV  |
| Omega Pharma-Quick Step | Belgique    | OPQ  |
| Orica-GreenEDGE         | Australie   | OGE  |
| RadioShack-Leopard      | Luxembourg  | RLT  |
| Saxo-Tinkoff            | Danemark    | TST  |
| Sky                     | Royaume-Uni | SKY  |
| Vacansoleil-DCM         | Pays-Bas    | VCD  |

| Nom de l'équipe        | Pays    | Code |
| ---------------------- | ------- | ---- |
| Caja Rural-Seguros RGA | Espagne | CJR  |
| Cofidis                | France  | COF  |
| Sojasun                | France  | SOJ  |

### Favoris
Le parcours de cette édition, sans contre-la montre et avec beaucoup d'étapes pour puncheurs fait des Espagnols Alejandro Valverde et Joaquim Rodríguez les favoris de cette édition, surtout qu'ils pourront compter sur des équipiers de haut niveau, respectivement Nairo Quintana et Daniel Moreno. Bradley Wiggins dans une forme incertaine et sans contre-la montre, a peu de chance de jouer la victoire mais n'est pas à sous-estimer.
Parmi les outsiders on peut citer Dan Martin, Ryder Hesjedal, Christopher Horner, Rigoberto Urán, Thibaut Pinot, Michele Scarponi, Robert Gesink ou encore Jurgen Van den Broeck,.

## Étapes
| Étape     | Date    | Villes étapes                                   |  | Distance (km) | Vainqueur d’étape | Leader du classement général |
| --------- | ------- | ----------------------------------------------- |  | ------------- | ----------------- | ---------------------------- |
| 1re étape | 18 mars | Calella - Calella                               |  | 159,3         | Gianni Meersman   | Gianni Meersman              |
| 2e étape  | 19 mars | Gérone - Banyoles                               |  | 160,7         | Gianni Meersman   | Gianni Meersman              |
| 3e étape  | 20 mars | Vidreres - Vallter 2000 (Setcases)              |  | 180,1         | Nairo Quintana    | Alejandro Valverde           |
| 4e étape  | 21 mars | Llanars (Vall de Camprodon) - Port Ainé (Rialp) |  | 217,7         | Dan Martin        | Dan Martin                   |
| 5e étape  | 22 mars | Rialp - Lérida                                  |  | 156,5         | François Parisien | Dan Martin                   |
| 6e étape  | 23 mars | Almacelles - Valls                              |  | 178,7         | Simon Gerrans     | Dan Martin                   |
| 7e étape  | 24 mars | El Vendrell - Barcelone                         |  | 122,2         | Thomas De Gendt   | Dan Martin                   |

## Déroulement de la course

### 1reétape
Au km 15, Cristiano Salerno (Cannondale) et Christian Meier (Orica-GreenEDGE) s'échappent. Ils prennent rapidement de l'avance, l'écart étant de 5 min au km 26 et monte jusqu'à 8 min 40 s, 30 km plus loin. L'équipe Omega Pharma-Quick Step, assistée par les formations Movistar et Vacansoleil-DCM, enclenche alors la poursuite. Tandis que Meier remporte les deux sprints intermédiaires et que Salerno passe en tête des 4 premières ascensions du jour, l'équipe Astana prend les commandes du peloton. Le duo est pris à 26 km de l'arrivée.
La formation Sky mène le peloton dans la dernière difficulté du jour. L'équipe britannique accélère dans la descente. Bradley Wiggins, entouré de ses équipiers David López García et Dario Cataldo, y distance le peloton, en compagnie d'Alejandro Valverde et José Herrada (Movistar), Joaquim Rodríguez (Katusha), Michele Scarponi et Przemysław Niemiec (Lampre-Merida), Robert Gesink (Blanco), Valerio Agnoli (Astana), Danilo Wyss (BMC Racing), Gianni Meersman (Omega Pharma-Quick Step) et Dan Martin (Garmin-Sharp). Le groupe de tête prend rapidement du temps au peloton, puis l'écart se stabilise autour de 30 s. L'étape va se jouer au sprint entre les 13 coureurs de tête. Meersman s'impose devant Agnoli et Valverde, s'emparant du même coup du maillot de leader. Le peloton termine avec 28 s de retard. Rodríguez, 8e de l'étape et du général, est le meilleur catalan et la formation Sky la meilleure équipe.
|    | Coureur            | Équipe                  |    | Temps           |
| -- | ------------------ | ----------------------- | -- | --------------- |
| 1  | Gianni Meersman    | Omega Pharma-Quick Step | en | 3 h 55 min 56 s |
| 2  | Valerio Agnoli     | Astana                  | +  | m.t             |
| 3  | Alejandro Valverde | Movistar                |    | m.t             |
| 4  | Dan Martin         | Garmin-Sharp            |    | m.t             |
| 5  | Danilo Wyss        | BMC Racing              |    | m.t             |
| 6  | Bradley Wiggins    | Sky                     |    | m.t             |
| 7  | Robert Gesink      | Blanco                  |    | m.t             |
| 8  | Joaquim Rodríguez  | Katusha                 |    | m.t             |
| 9  | Michele Scarponi   | Lampre-Merida           |    | m.t             |
| 10 | David López García | Sky                     |    | m.t             |

|    | Coureur            | Équipe                  |    | Temps           |
| -- | ------------------ | ----------------------- | -- | --------------- |
| 1  | Gianni Meersman    | Omega Pharma-Quick Step | en | 3 h 55 min 46 s |
| 2  | Valerio Agnoli     | Astana                  | +  | 4 s             |
| 3  | Alejandro Valverde | Movistar                |    | 6 s             |
| 4  | Dan Martin         | Garmin-Sharp            |    | 10 s            |
| 5  | Danilo Wyss        | BMC Racing              |    | 10 s            |
| 6  | Bradley Wiggins    | Sky                     |    | 10 s            |
| 7  | Robert Gesink      | Blanco                  |    | 10 s            |
| 8  | Joaquim Rodríguez  | Katusha                 |    | 10 s            |
| 9  | Michele Scarponi   | Lampre-Merida           |    | 10 s            |
| 10 | David López García | Sky                     |    | 10 s            |

### 2eétape
|    | Coureur            | Équipe                  |    | Temps           |
| -- | ------------------ | ----------------------- | -- | --------------- |
| 1  | Gianni Meersman    | Omega Pharma-Quick Step | en | 3 h 48 min 09 s |
| 2  | Daniele Ratto      | Cannondale              | +  | m.t             |
| 3  | Brett Lancaster    | Orica-GreenEDGE         |    | m.t             |
| 4  | Samuel Dumoulin    | AG2R La Mondiale        |    | m.t             |
| 5  | Robert Wagner      | Blanco                  |    | m.t             |
| 6  | Julien Simon       | Sojasun                 |    | m.t             |
| 7  | Maurits Lammertink | Vacansoleil-DCM         |    | m.t             |
| 8  | Laurent Pichon     | FDJ                     |    | m.t             |
| 9  | Danilo Wyss        | BMC Racing              |    | m.t             |
| 10 | Manuele Mori       | Lampre-Merida           |    | m.t             |

|    | Coureur            | Équipe                  |    | Temps           |
| -- | ------------------ | ----------------------- | -- | --------------- |
| 1  | Gianni Meersman    | Omega Pharma-Quick Step | en | 7 h 43 min 46 s |
| 2  | Valerio Agnoli     | Astana                  | +  | 14 s            |
| 3  | Alejandro Valverde | Movistar                |    | 16 s            |
| 4  | Danilo Wyss        | BMC Racing              |    | 20 s            |
| 5  | Robert Gesink      | Blanco                  |    | 20 s            |
| 6  | Dario Cataldo      | Sky                     |    | 20 s            |
| 7  | David López García | Sky                     |    | 20 s            |
| 8  | Bradley Wiggins    | Sky                     |    | 20 s            |
| 9  | José Herrada       | Movistar                |    | 20 s            |
| 10 | Dan Martin         | Garmin-Sharp            |    | 20 s            |

### 3eétape
Au km 7, Martin Kohler (BMC Racing), Lucas Sebastián Haedo (Cannondale), Karol Domagalski (Caja Rural-Seguros RGA) et Nicolas Edet (Cofidis) s'échappent. Le quatuor va rapidement prendre de l'avance, puis les équipes Katusha, assistés par Movistar et Sky, contrôlent l'écart autour des 7 min. Les trois formations vont véritablement enclencher la poursuite après 100 km de course, et l'écart, qui est alors de 7 min 30 s, va chuter : il n'est plus que de 4 min à 38 km de l'arrivée. Lors de l'avant-dernier col de l'étape, le Túnel Collabós, Edet et Domagalski lâchent leurs deux compagnons d'échappée, sur qui ils ont 49 s d'avance à 20 km du but, tandis que le peloton pointe à 4 min 50 s.
Dans les premières pentes de l'ascension finale, Edet s'isole en tête de la course, à un peu plus de 10 km du sommet. Il possède alors 1 min 40 s sur le peloton, mené par l'équipe Blanco. Kohler et Haedo sont repris à 8 km du but, puis quelques hectomètres plus loin c'est au tour de Domagalski. À 5 km du sommet, alors que l'homme de tête ne possède plus que 40 s d'avance, Marcos García (Caja Rural-Seguros RGA) sort du peloton. Il est rapidement repris par Jurgen Van den Broeck (Lotto-Belisol), qui se détache alors du groupe des favoris. Le belge rejoint Edet 300 m plus loin, et le Français parvient à s'accrocher. Il lâchera prise quelques hectomètres plus tard. Van den Broeck parvient à prendre jusqu'à 20 s d'avance, mais il n'a plus que 6 s d'avance à 2,5 km de la ligne sur le groupe des favoris, encore conséquent et mené par Rigoberto Urán (Sky). Thomas Danielson (Garmin-Sharp) ramène le groupe sur Van den Broeck 500 m plus loin, puis en profite pour tenter sa chance, mais il est repris rapidement par la formation Katusha. À l’entame du dernier kilomètre, Bradley Wiggins (Sky) accélère en tête du groupe des favoris, immédiatement suivi par Nairo Quintana (Movistar) et Thibaut Pinot (FDJ) mais le trio ne creuse pas d'écart suffisant. Robert Gesink (Blanco) et Van den Broeck perdent du terrain. Le sprint est alors lancé par Joaquim Rodríguez (Katusha) mais celui-ci est facilement contrôlé par Quintana qui s'envole et remporte l'étape. Alejandro Valverde (Movistar) règle le groupe des favoris, derrière son coéquipier et devant Rodríguez. Au classement général, Valverde devient leader grâce aux bonifications,,.
|    | Coureur            | Équipe           |    | Temps           |
| -- | ------------------ | ---------------- | -- | --------------- |
| 1  | Nairo Quintana     | Movistar         | en | 5 h 01 min 20 s |
| 2  | Alejandro Valverde | Movistar         | +  | 6 s             |
| 3  | Joaquim Rodríguez  | Katusha          |    | 6 s             |
| 4  | Bradley Wiggins    | Sky              |    | 6 s             |
| 5  | Thibaut Pinot      | FDJ              |    | 9 s             |
| 6  | Peter Stetina      | Garmin-Sharp     |    | 9 s             |
| 7  | Michele Scarponi   | Lampre-Merida    |    | 9 s             |
| 8  | Przemysław Niemiec | Lampre-Merida    |    | 9 s             |
| 9  | Rigoberto Urán     | Sky              |    | 9 s             |
| 10 | Domenico Pozzovivo | AG2R La Mondiale |    | 21 s            |

|    | Coureur            | Équipe        |    | Temps            |
| -- | ------------------ | ------------- | -- | ---------------- |
| 1  | Alejandro Valverde | Movistar      | en | 12 h 45 min 22 s |
| 2  | Joaquim Rodríguez  | Katusha       | +  | 6 s              |
| 3  | Bradley Wiggins    | Sky           |    | 10 s             |
| 4  | Michele Scarponi   | Lampre-Merida |    | 13 s             |
| 5  | Przemysław Niemiec | Lampre-Merida |    | 13 s             |
| 6  | Nairo Quintana     | Movistar      |    | 22 s             |
| 7  | Robert Gesink      | Blanco        |    | 36 s             |
| 8  | David López García | Sky           |    | 36 s             |
| 9  | Dan Martin         | Garmin-Sharp  |    | 36 s             |
| 10 | Peter Stetina      | Garmin-Sharp  |    | 41 s             |

### 4eétape
|    | Coureur               | Équipe        |    | Temps           |
| -- | --------------------- | ------------- | -- | --------------- |
| 1  | Dan Martin            | Garmin-Sharp  | en | 6 h 02 min 40 s |
| 2  | Joaquim Rodríguez     | Katusha       | +  | 36 s            |
| 3  | Nairo Quintana        | Movistar      |    | 36 s            |
| 4  | Jurgen Van den Broeck | Lotto-Belisol |    | 47 s            |
| 5  | Robert Gesink         | Blanco        |    | 51 s            |
| 6  | Bradley Wiggins       | Sky           |    | 1 min 02 s      |
| 7  | Peter Stetina         | Garmin-Sharp  |    | 1 min 02 s      |
| 8  | Michele Scarponi      | Lampre-Merida |    | 1 min 02 s      |
| 9  | Thomas Danielson      | Garmin-Sharp  |    | 1 min 02 s      |
| 10 | Thibaut Pinot         | FDJ           |    | 1 min 08 s      |

|    | Coureur               | Équipe        |    | Temps            |
| -- | --------------------- | ------------- | -- | ---------------- |
| 1  | Dan Martin            | Garmin-Sharp  | en | 18 h 48 min 38 s |
| 2  | Joaquim Rodríguez     | Katusha       | +  | 10 s             |
| 3  | Nairo Quintana        | Movistar      |    | 32 s             |
| 4  | Bradley Wiggins       | Sky           |    | 36 s             |
| 5  | Michele Scarponi      | Lampre-Merida |    | 39 s             |
| 6  | Robert Gesink         | Blanco        |    | 51 s             |
| 7  | Przemysław Niemiec    | Lampre-Merida |    | 1 min 00 s       |
| 8  | Peter Stetina         | Garmin-Sharp  |    | 1 min 07 s       |
| 9  | Thibaut Pinot         | FDJ           |    | 1 min 13 s       |
| 10 | Jurgen Van den Broeck | Lotto-Belisol |    | 1 min 15 s       |

### 5eétape
|    | Coureur            | Équipe                  |    | Temps           |
| -- | ------------------ | ----------------------- | -- | --------------- |
| 1  | François Parisien  | Argos-Shimano           | en | 3 h 32 min 02 s |
| 2  | Samuel Dumoulin    | AG2R La Mondiale        | +  | m.t             |
| 3  | Stéphane Poulhiès  | Cofidis                 |    | m.t             |
| 4  | Daniele Ratto      | Cannondale              |    | m.t             |
| 5  | Danilo Wyss        | BMC Racing              |    | m.t             |
| 6  | Andrew Fenn        | Omega Pharma-Quick Step |    | m.t             |
| 7  | Gianni Meersman    | Omega Pharma-Quick Step |    | m.t             |
| 8  | Maurits Lammertink | Vacansoleil-DCM         |    | m.t             |
| 9  | Dan Martin         | Garmin-Sharp            |    | m.t             |
| 10 | Thomas Damuseau    | Argos-Shimano           |    | m.t             |

|    | Coureur               | Équipe        |    | Temps            |
| -- | --------------------- | ------------- | -- | ---------------- |
| 1  | Dan Martin            | Garmin-Sharp  | en | 22 h 20 min 39 s |
| 2  | Joaquim Rodríguez     | Katusha       | +  | 14 s             |
| 3  | Nairo Quintana        | Movistar      |    | 42 s             |
| 4  | Bradley Wiggins       | Sky           |    | 46 s             |
| 5  | Michele Scarponi      | Lampre-Merida |    | 47 s             |
| 6  | Robert Gesink         | Blanco        |    | 59 s             |
| 7  | Przemysław Niemiec    | Lampre-Merida |    | 1 min 10 s       |
| 8  | Peter Stetina         | Garmin-Sharp  |    | 1 min 17 s       |
| 9  | Thibaut Pinot         | FDJ           |    | 1 min 23 s       |
| 10 | Jurgen Van den Broeck | Lotto-Belisol |    | 1 min 25 s       |

### 6eétape
|    | Coureur           | Équipe                  |    | Temps           |
| -- | ----------------- | ----------------------- | -- | --------------- |
| 1  | Simon Gerrans     | Orica-GreenEDGE         | en | 3 h 55 min 46 s |
| 2  | Gianni Meersman   | Omega Pharma-Quick Step | +  | m.t             |
| 3  | Samuel Dumoulin   | AG2R La Mondiale        |    | m.t             |
| 4  | Daniele Ratto     | Cannondale              |    | m.t             |
| 5  | Danilo Wyss       | BMC Racing              |    | m.t             |
| 6  | Julien Simon      | Sojasun                 |    | m.t             |
| 7  | Daniel Moreno     | Katusha                 |    | m.t             |
| 8  | Joaquim Rodríguez | Katusha                 |    | m.t.            |
| 9  | Jakob Fuglsang    | Astana                  |    | m.t             |
| 10 | Rigoberto Urán    | Sky                     |    | m.t             |

|    | Coureur               | Équipe        |    | Temps            |
| -- | --------------------- | ------------- | -- | ---------------- |
| 1  | Dan Martin            | Garmin-Sharp  | en | 26 h 16 min 22 s |
| 2  | Joaquim Rodríguez     | Katusha       | +  | 17 s             |
| 3  | Nairo Quintana        | Movistar      |    | 45 s             |
| 4  | Bradley Wiggins       | Sky           |    | 54 s             |
| 5  | Michele Scarponi      | Lampre-Merida |    | 55 s             |
| 6  | Robert Gesink         | Blanco        |    | 1 min 07 s       |
| 7  | Przemysław Niemiec    | Lampre-Merida |    | 1 min 18 s       |
| 8  | Thibaut Pinot         | FDJ           |    | 1 min 26 s       |
| 9  | Jurgen Van den Broeck | Lotto-Belisol |    | 1 min 28 s       |
| 10 | Peter Stetina         | Garmin-Sharp  |    | 1 min 30 s       |

### 7eétape
|    | Coureur            | Équipe                  |    | Temps           |
| -- | ------------------ | ----------------------- | -- | --------------- |
| 1  | Thomas De Gendt    | Vacansoleil-DCM         | en | 2 h 45 min 42 s |
| 2  | David López García | Sky                     | +  | 0 s             |
| 3  | Robert Kišerlovski | RadioShack-Leopard      |    | 0 s             |
| 4  | Michele Scarponi   | Lampre-Merida           |    | 0 s             |
| 5  | Samuel Dumoulin    | AG2R La Mondiale        |    | 21 s            |
| 6  | Julien Simon       | Sojasun                 |    | 21 s            |
| 7  | Manuele Mori       | Lampre-Merida           |    | 21 s            |
| 8  | Travis Meyer       | Orica-GreenEDGE         |    | 21 s            |
| 9  | Gianluca Brambilla | Omega Pharma-Quick Step |    | 21 s            |
| 10 | Jakob Fuglsang     | Astana                  |    | 21 s            |

|    | Coureur               | Équipe        |    | Temps            |
| -- | --------------------- | ------------- | -- | ---------------- |
| 1  | Dan Martin            | Garmin-Sharp  | en | 29 h 02 min 25 s |
| 2  | Joaquim Rodríguez     | Katusha       | +  | 17 s             |
| 3  | Michele Scarponi      | Lampre-Merida |    | 34 s             |
| 4  | Nairo Quintana        | Movistar      |    | 45 s             |
| 5  | Bradley Wiggins       | Sky           |    | 54 s             |
| 6  | Robert Gesink         | Blanco        |    | 1 min 07 s       |
| 7  | Przemysław Niemiec    | Lampre-Merida |    | 1 min 18 s       |
| 8  | Thibaut Pinot         | FDJ           |    | 1 min 26 s       |
| 9  | Jurgen Van den Broeck | Lotto-Belisol |    | 1 min 28 s       |
| 10 | Thomas Danielson      | Garmin-Sharp  |    | 1 min 41 s       |

## Classements finals

### Classement général
|    | Cycliste              | Pays        | Équipe        |    | Temps            |
| -- | --------------------- | ----------- | ------------- | -- | ---------------- |
| 1  | Dan Martin            | Irlande     | Garmin-Sharp  | en | 29 h 02 min 25 s |
| 2  | Joaquim Rodríguez     | Espagne     | Katusha       | +  | 17 s             |
| 3  | Michele Scarponi      | Italie      | Lampre-Merida |    | 34 s             |
| 4  | Nairo Quintana        | Colombie    | Movistar      |    | 45 s             |
| 5  | Bradley Wiggins       | Royaume-Uni | Sky           |    | 54 s             |
| 6  | Robert Gesink         | Pays-Bas    | Blanco        |    | 1 min 07 s       |
| 7  | Przemysław Niemiec    | Pologne     | Lampre-Merida |    | 1 min 18 s       |
| 8  | Thibaut Pinot         | France      | FDJ           |    | 1 min 26 s       |
| 9  | Jurgen Van den Broeck | Belgique    | Lotto-Belisol |    | 1 min 28 s       |
| 10 | Thomas Danielson      | États-Unis  | Garmin-Sharp  |    | 1 min 41 s       |

### Classements annexes
|   | Cycliste         | Équipe                 | Points |
| - | ---------------- | ---------------------- | ------ |
| 1 | Christian Meier  | Orica-GreenEDGE        | 12     |
| 2 | Karol Domagalski | Caja Rural-Seguros RGA | 7      |
| 3 | Dan Martin       | Garmin-Sharp           | 7      |

|   | Cycliste          | Équipe     | Points |
| - | ----------------- | ---------- | ------ |
| 1 | Cristiano Salerno | Cannondale | 109    |
| 2 | Nairo Quintana    | Movistar   | 51     |
| 3 | Joaquim Rodríguez | Katusha    | 45     |

|   | Cycliste          | Équipe  |    | Temps           |
| - | ----------------- | ------- | -- | --------------- |
| 1 | Joaquim Rodríguez | Katusha | en | 29 h 2 min 42 s |
| 2 | Alberto Losada    | Katusha | +  | 17 min 9 s      |

|   | Équipe             | Pays |    | Temps            |
| - | ------------------ | ---- | -- | ---------------- |
| 1 | Garmin-Sharp       |      | en | 87 h 10 min 24 s |
| 2 | Katusha            |      | +  | 2 min 23 s       |
| 3 | RadioShack-Leopard |      |    | 6 min 55 s       |

### UCI World Tour
Ce Tour de Catalogne attribue des points pour l'UCI World Tour 2013, seulement aux coureurs des équipes ayant un label ProTeam.
| Position           | 1er | 2e | 3e | 4e | 5e | 6e | 7e | 8e | 9e | 10e |
| Classement général | 100 | 80 | 70 | 60 | 50 | 40 | 30 | 20 | 10 | 4   |
| Par étape          | 6   | 4  | 2  | 1  | 1  |    |    |    |    |     |

| #  | Coureur               | Équipe                  | Points |
| -- | --------------------- | ----------------------- | ------ |
| 1  | Dan Martin            | Garmin-Sharp            | 107    |
| 2  | Joaquim Rodríguez     | Katusha                 | 86     |
| 3  | Michele Scarponi      | Lampre-Merida           | 71     |
| 4  | Nairo Quintana        | Movistar                | 68     |
| 5  | Bradley Wiggins       | Sky                     | 51     |
| 6  | Robert Gesink         | Blanco                  | 41     |
| 7  | Przemysław Niemiec    | Lampre-Merida           | 30     |
| 8  | Thibaut Pinot         | FDJ                     | 21     |
| 9  | Gianni Meersman       | Omega Pharma-Quick Step | 16     |
| 10 | Jurgen Van den Broeck | Lotto-Belisol           | 11     |

| Suite du classement (11-23) | Suite du classement (11-23) | Suite du classement (11-23) | Suite du classement (11-23) |
| --------------------------- | --------------------------- | --------------------------- | --------------------------- |
| 11                          | Samuel Dumoulin             | AG2R La Mondiale            | 8                           |
| 12                          | Thomas De Gendt             | Vacansoleil-DCM             | 6                           |
| 12                          | Simon Gerrans               | Orica-GreenEDGE             | 6                           |
| 12                          | François Parisien           | Argos-Shimano               | 6                           |
| 12                          | Daniele Ratto               | Cannondale                  | 6                           |
| 12                          | Alejandro Valverde          | Movistar                    | 6                           |
| 17                          | Valerio Agnoli              | Astana                      | 4                           |
| 17                          | Thomas Danielson            | Garmin-Sharp                | 4                           |
| 17                          | David López García          | Sky                         | 4                           |
| 20                          | Danilo Wyss                 | BMC Racing                  | 3                           |
| 21                          | Robert Kišerlovski          | RadioShack-Leopard          | 2                           |
| 21                          | Brett Lancaster             | Orica-GreenEDGE             | 2                           |
| 21                          | Robert Wagner               | Blanco                      | 1                           |

## Évolution des classements
| Étape              | Vainqueur          | Classement général | Classement des sprints | Classement de la montagne | Classement du meilleur catalan | Classement par équipes |
| ------------------ | ------------------ | ------------------ | ---------------------- | ------------------------- | ------------------------------ | ---------------------- |
| 1                  | Gianni Meersman    | Gianni Meersman    | Christian Meier        | Cristiano Salerno         | Joaquim Rodríguez              | Sky                    |
| 2                  | Gianni Meersman    | Gianni Meersman    | Christian Meier        | Cristiano Salerno         | Joaquim Rodríguez              | Sky                    |
| 3                  | Nairo Quintana     | Alejandro Valverde | Christian Meier        | Cristiano Salerno         | Joaquim Rodríguez              | Sky                    |
| 4                  | Dan Martin         | Dan Martin         | Christian Meier        | Cristiano Salerno         | Joaquim Rodríguez              | Garmin-Sharp           |
| 5                  | François Parisien  | Dan Martin         | Christian Meier        | Cristiano Salerno         | Joaquim Rodríguez              | Garmin-Sharp           |
| 6                  | Simon Gerrans      | Dan Martin         | Christian Meier        | Cristiano Salerno         | Joaquim Rodríguez              | Garmin-Sharp           |
| 7                  | Thomas De Gendt    | Dan Martin         | Christian Meier        | Cristiano Salerno         | Joaquim Rodríguez              | Garmin-Sharp           |
| Classements finals | Classements finals | Dan Martin         | Christian Meier        | Cristiano Salerno         | Joaquim Rodríguez              | Garmin-Sharp           |

## Liste des participants
- Liste de départ complète

| Légende | Légende                                                                                                  | Légende | Légende                                                                                         |
| ------- | --- | ------- | ----------------------------------------------------------------------------------------------- |
| Num     | Dossard de départ porté par le coureur sur ce Tour de Catalogne                                          | Pos     | Position finale au classement général                                                           |
|         | Indique le vainqueur du classement général                                                               |         | Indique le vainqueur du classement de la montagne                                               |
|         | Indique le vainqueur du classement des sprints                                                           |         | Indique le vainqueur du classement du meilleur catalan                                          |
| #       | Indique la meilleure équipe                                                                              |         |                                                                                                 |
| NP      | Indique un coureur qui n'a pas pris le départ d'une étape, suivi du numéro de l'étape où il s'est retiré | AB      | Indique un coureur qui n'a pas terminé une étape, suivi du numéro de l'étape où il s'est retiré |
| HD      | Indique un coureur qui a terminé une étape hors des délais, suivi du numéro de l'étape                   | *       | Indique un coureur en lice pour le maillot blanc (coureurs nés après le 1er janvier 1988)       |

| AG2R La Mondiale ALM | AG2R La Mondiale ALM      | AG2R La Mondiale ALM |
| -------------------- | ------------------------- | -------------------- |
| Num                  | Coureur                   | Pos                  |
| 1                    | Samuel Dumoulin (FRA)     |                      |
| 2                    | Rinaldo Nocentini (ITA)   |                      |
| 3                    | Guillaume Bonnafond (FRA) |                      |
| 4                    | Julien Bérard (FRA)       |                      |
| 5                    | Blel Kadri (FRA)          |                      |
| 6                    | Mikaël Cherel (FRA)       |                      |
| 7                    | Carlos Betancur (COL)     |                      |
| 8                    | Domenico Pozzovivo (ITA)  |                      |

| Astana AST | Astana AST                | Astana AST |
| ---------- | ------------------------- | ---------- |
| Num        | Coureur                   | Pos        |
| 11         | Andrea Guardini (ITA)     | AB-4       |
| 12         | Jakob Fuglsang (DEN)      |            |
| 13         | Andrey Kashechkin (KAZ)   |            |
| 14         | Valerio Agnoli (ITA)      | AB-4       |
| 15         | Fabio Aru (ITA)           |            |
| 16         | Egor Silin (RUS)          |            |
| 17         | Aleksandr Dyachenko (KAZ) |            |
| 18         | Francesco Gavazzi (ITA)   |            |

| Blanco BLA | Blanco BLA              | Blanco BLA |
| ---------- | ----------------------- | ---------- |
| Num        | Coureur                 | Pos        |
| 21         | Robert Gesink (NED)     |            |
| 22         | Moreno Hofland (NED)    |            |
| 23         | Laurens ten Dam (NED)   |            |
| 24         | Jetse Bol (NED)         | AB-4       |
| 25         | Stef Clement (NED)      |            |
| 26         | Jack Bobridge (AUS)     | AB-4       |
| 27         | Steven Kruijswijk (NED) |            |
| 28         | Robert Wagner (GER)     | AB-4       |

| BMC Racing BMC | BMC Racing BMC          | BMC Racing BMC |
| -------------- | ----------------------- | -------------- |
| Num            | Coureur                 | Pos            |
| 31             | Marcus Burghardt (GER)  |                |
| 32             | Steve Cummings (GBR)    |                |
| 33             | Yannick Eijssen (BEL)   |                |
| 34             | Steve Morabito (SUI)    |                |
| 35             | Martin Kohler (SUI)     |                |
| 36             | Ivan Santaromita (SUI)  |                |
| 37             | Danilo Wyss (SUI)       |                |
| 38             | Lawrence Warbasse (USA) |                |

| Cannondale CAN | Cannondale CAN              | Cannondale CAN |
| -------------- | --------------------------- | -------------- |
| Num            | Coureur                     | Pos            |
| 41             | Daniele Ratto (ITA)         |                |
| 42             | Lucas Sebastián Haedo (ARG) |                |
| 43             | Federico Canuti (ITA)       |                |
| 44             | Tiziano Dall'Antonia (ITA)  |                |
| 45             | Maciej Paterski (POL)       |                |
| 46             | Cristiano Salerno (ITA)     |                |
| 47             | Brian Vandborg (DEN)        |                |
| 48             | Cameron Wurf (AUS)          |                |

| Euskaltel Euskadi EUS | Euskaltel Euskadi EUS | Euskaltel Euskadi EUS |
| --------------------- | --------------------- | --------------------- |
| Num                   | Coureur               | Pos                   |
| 51                    | Mikel Astarloza (ESP) |                       |
| 52                    | Mikel Nieve (ESP)*    |                       |
| 53                    | Jon Aberasturi (ESP)  | AB-4                  |
| 54                    | Mikel Astarloza (ESP) |                       |
| 56                    | Ricardo Mestre (POR)  |                       |
| 57                    | Juan José Oroz (ESP)  |                       |
| 58                    | Tarik Chaoufi (MAR)   | AB-4                  |

| FDJ | FDJ                     | FDJ  |
| --- | ----------------------- | ---- |
| Num | Coureur                 | Pos  |
| 61  | Thibaut Pinot (FRA)     | 8e   |
| 62  | Sandy Casar (FRA)       | AB-3 |
| 63  | Kenny Elissonde (FRA)   | NP-5 |
| 64  | Arnold Jeannesson (FRA) | 44e  |
| 65  | Laurent Mangel (FRA)    | 100e |
| 66  | Cédric Pineau (FRA)     | AB-7 |
| 67  | Benoît Vaugrenard (FRA) | 63e  |
| 68  | Laurent Pichon (FRA)    | AB-7 |

| Garmin-Sharp # GRS | Garmin-Sharp # GRS          | Garmin-Sharp # GRS |
| ------------------ | --------------------------- | ------------------ |
| Num                | Coureur                     | Pos                |
| 71                 | Ryder Hesjedal (CAN)        |                    |
| 72                 | Koldo Fernández (ESP)       |                    |
| 73                 | Christian Vande Velde (USA) | AB-3               |
| 74                 | Thomas Danielson (USA)      |                    |
| 75                 | Dan Martin (IRL)            |                    |
| 76                 | Michel Kreder (NED)         |                    |
| 77                 | Peter Stetina (USA)         |                    |
| 78                 | David Zabriskie (USA)       |                    |

| Katusha KAT | Katusha KAT             | Katusha KAT |
| ----------- | ----------------------- | ----------- |
| Num         | Coureur                 | Pos         |
| 81          | Joaquim Rodríguez (ESP) |             |
| 82          | Alberto Losada (ESP)    |             |
| 83          | Daniel Moreno (ESP)     |             |
| 84          | Denis Menchov (RUS)     |             |
| 85          | Giampaolo Caruso (ITA)  |             |
| 86          | Dmitry Kozontchuk (RUS) |             |
| 87          | Yury Trofimov (RUS)     |             |
| 88          | Simon Špilak (SLO)      |             |

| Lampre-Merida LAM | Lampre-Merida LAM         | Lampre-Merida LAM |
| ----------------- | ------------------------- | ----------------- |
| Num               | Coureur                   | Pos               |
| 91                | Michele Scarponi (ITA)    |                   |
| 92                | Kristijan Đurasek (CRO)   |                   |
| 93                | Manuele Mori (ITA)        |                   |
| 94                | Przemysław Niemiec (POL)  |                   |
| 95                | Maximiliano Richeze (ARG) | AB-3              |
| 96                | Matthew Lloyd (AUS)       | AB-5              |
| 97                | Simone Stortoni (ITA)     |                   |

| Lotto-Belisol LTB | Lotto-Belisol LTB           | Lotto-Belisol LTB |
| ----------------- | --------------------------- | ----------------- |
| Num               | Coureur                     | Pos               |
| 101               | Jurgen Van de Walle (BEL)   |                   |
| 102               | Francis De Greef (BEL)      |                   |
| 103               | Brian Bulgaç (NED)          |                   |
| 104               | Adam Hansen (AUS)           | NP-2              |
| 105               | Jurgen Van den Broeck (BEL) |                   |
| 106               | Olivier Kaisen (BEL)        |                   |
| 107               | Joost van Leijen (NED)      | AB-3              |
| 108               | Tim Wellens (BEL)           |                   |

| Movistar MOV | Movistar MOV             | Movistar MOV |
| ------------ | ------------------------ | ------------ |
| Num          | Coureur                  | Pos          |
| 111          | Alejandro Valverde (ESP) | AB-4         |
| 112          | Nairo Quintana (COL)     |              |
| 113          | Vladimir Karpets (RUS)   |              |
| 114          | José Herrada (ESP)       |              |
| 115          | Eros Capecchi (ITA)      | AB-4         |
| 116          | Sylwester Szmyd (POL)    |              |
| 117          | Imanol Erviti (ESP)      |              |
| 118          | Rubén Plaza (ESP)        |              |

| Omega Pharma-Quick Step OPQ | Omega Pharma-Quick Step OPQ | Omega Pharma-Quick Step OPQ |
| --------------------------- | --------------------------- | --------------------------- |
| Num                         | Coureur                     | Pos                         |
| 121                         | Gianluca Brambilla (ITA)    |                             |
| 122                         | Dries Devenyns (BEL)        |                             |
| 123                         | Andrew Fenn (GBR)           |                             |
| 124                         | Gianni Meersman (BEL)       |                             |
| 125                         | Michał Gołaś (POL)          |                             |
| 126                         | Serge Pauwels (BEL)         |                             |
| 127                         | Julien Vermote (BEL)        |                             |
| 128                         | Carlos Verona (ESP)         |                             |

| Orica-GreenEDGE OGE | Orica-GreenEDGE OGE     | Orica-GreenEDGE OGE |
| ------------------- | ----------------------- | ------------------- |
| Num                 | Coureur                 | Pos                 |
| 131                 | Allan Davis (AUS)       | NP-3                |
| 132                 | Simon Gerrans (AUS)     |                     |
| 133                 | Christian Meier (CAN)   |                     |
| 135                 | Sam Bewley (NZL)        |                     |
| 136                 | Travis Meyer (AUS)      |                     |
| 137                 | Wesley Sulzberger (AUS) |                     |
| 138                 | Brett Lancaster (AUS)   |                     |

| RadioShack-Leopard RLT | RadioShack-Leopard RLT   | RadioShack-Leopard RLT |
| ---------------------- | ------------------------ | ---------------------- |
| Num                    | Coureur                  | Pos                    |
| 141                    | Tiago Machado (POR)      |                        |
| 142                    | Nélson Oliveira (POR)    |                        |
| 143                    | Christopher Horner (USA) | NP-2                   |
| 144                    | Haimar Zubeldia (ESP)    |                        |
| 145                    | George Bennett (NZL)     |                        |
| 146                    | Matthew Busche (USA)     |                        |
| 147                    | Thomas Rohregger (AUT)   |                        |
| 148                    | Robert Kišerlovski (CRO) |                        |

| Sky SKY | Sky SKY                  | Sky SKY |
| ------- | ------------------------ | ------- |
| Num     | Coureur                  | Pos     |
| 151     | Bradley Wiggins (GBR)    |         |
| 152     | Rigoberto Urán (COL)     |         |
| 153     | David López García (ESP) |         |
| 154     | Dario Cataldo (ITA)      |         |
| 155     | Joshua Edmondson (GBR)   |         |
| 156     | Peter Kennaugh (GBR)     |         |
| 157     | Danny Pate (USA)         |         |
| 158     | Christian Knees (GER)    |         |

| Argos-Shimano ARG | Argos-Shimano ARG       | Argos-Shimano ARG |
| ----------------- | ----------------------- | ----------------- |
| Num               | Coureur                 | Pos               |
| 161               | Jonas Ahlstrand (SWE)   | AB-4              |
| 162               | William Clarke (AUS)    |                   |
| 163               | Thomas Damuseau (FRA)   |                   |
| 164               | Patrick Gretsch (GER)   |                   |
| 165               | Thomas Peterson (USA)   |                   |
| 166               | Georg Preidler (AUT)    |                   |
| 167               | Albert Timmer (NED)     |                   |
| 168               | François Parisien (CAN) |                   |

| Saxo-Tinkoff TST | Saxo-Tinkoff TST           | Saxo-Tinkoff TST |
| ---------------- | -------------------------- | ---------------- |
| Num              | Coureur                    | Pos              |
| 171              | Nicolas Roche (IRL)        |                  |
| 172              | Chris Anker Sørensen (DEN) |                  |
| 173              | Nicki Sørensen (DEN)       |                  |
| 174              | Karsten Kroon (NED)        |                  |
| 175              | Evgueni Petrov (RUS)       |                  |
| 176              | Mads Christensen (DEN)     |                  |
| 177              | Oliver Zaugg (SUI)         |                  |
| 178              | Rafał Majka (POL)          |                  |

| Vacansoleil-DCM VCD | Vacansoleil-DCM VCD      | Vacansoleil-DCM VCD |
| ------------------- | ------------------------ | ------------------- |
| Num                 | Coureur                  | Pos                 |
| 181                 | Thomas De Gendt (BEL)    |                     |
| 182                 | Pim Ligthart (NED)       |                     |
| 183                 | Maurits Lammertink (NED) |                     |
| 184                 | Rob Ruijgh (NED)         |                     |
| 185                 | Rafael Valls (ESP)       |                     |
| 186                 | José Rujano (VEN)        |                     |
| 187                 | Martijn Keizer (NED)     |                     |
| 188                 | Willem Wauters (BEL)     |                     |

| Caja Rural-Seguros RGA CJR | Caja Rural-Seguros RGA CJR   | Caja Rural-Seguros RGA CJR |
| -------------------------- | ---------------------------- | -------------------------- |
| Num                        | Coureur                      | Pos                        |
| 191                        | David Arroyo (ESP)           |                            |
| 192                        | Manuel António Cardoso (POR) |                            |
| 193                        | Antonio Piedra (ESP)         |                            |
| 194                        | Amets Txurruka (ESP)         |                            |
| 195                        | Karol Domagalski (POL)       |                            |
| 196                        | Iván Velasco (ESP)           |                            |
| 197                        | Marcos García (ESP)          |                            |
| 198                        | Danail Petrov (BUL)          |                            |

| Cofidis COF | Cofidis COF               | Cofidis COF |
| ----------- | ------------------------- | ----------- |
| Num         | Coureur                   | Pos         |
| 201         | Daniel Navarro (ESP)      |             |
| 202         | Luis Ángel Maté (ESP)     |             |
| 203         | Yoann Bagot (FRA)         |             |
| 204         | Christophe Le Mével (FRA) |             |
| 205         | Nicolas Edet (FRA)        |             |
| 206         | Rudy Molard (FRA)         |             |
| 207         | Stéphane Poulhiès (FRA)   |             |
| 208         | Tristan Valentin (BEL)    |             |

| Sojasun SOJ | Sojasun SOJ              | Sojasun SOJ |
| ----------- | ------------------------ | ----------- |
| Num         | Coureur                  | Pos         |
| 211         | Julien Simon (FRA)       | 65e         |
| 212         | Jérémie Galland (FRA)    | AB-7        |
| 213         | Fabrice Jeandesboz (FRA) | 38e         |
| 214         | Jean-Marc Marino (FRA)   | AB-6        |
| 215         | Maxime Méderel (FRA)     | 41e         |
| 216         | Jean-Lou Paiani (FRA)    | 106e        |
| 217         | Christophe Laborie (FRA) | 72e         |
| 218         | Brice Feillu (FRA)       | AB-7        |